# The Abominable Snowmen
The Abominable Snowmen (Los abominables hombres de las nieves) es el segundo serial de la quinta temporada de la serie británica de ciencia ficción Doctor Who, emitido originalmente en seis episodios semanales del 30 de septiembre al 4 de noviembre de 1967. En ella se introduce a los yetis como enemigos recurrentes de la serie.

## Argumento
El profesor Edward Travers, un antropólogo y explorador, se despierta de su sueño cuando escucha los gritos de su compañero. Se horroriza al ver una criatura pesada y peluda de pie sobre el cuerpo sin vida de su amigo.
La TARDIS aterriza en el Tíbet en el Himalaya, el Doctor habla de la campana de un monasterio que tiene en un viaje anterior y luego va a explorar por su cuenta. Él ve una gran huella y, mientras la examina, una criatura peluda pasa detrás de él sin ser notada. El Doctor regresa a la TARDIS para tomar la campana y aconseja a Jamie y Victoria que permanezcan en la TARDIS.
El Doctor encuentra los dos sacos de dormir vacíos, los restos retorcidos de un rifle y un hombre muerto. El Doctor llega al Monasterio de Detsen, que parece estar desierto. Un grupo de hombres entra y el Doctor es acusado de haber matado al compañero del Profesor Edward Travers, basado en el hecho de que el Doctor está cargando su saco. Mientras el Doctor está encerrado en una celda, Travers le cuenta acerca de su misión: encontrar el Yeti. Parece que ha habido algunas muertes recientemente, pero el Profesor dice que el Yeti no puede ser el culpable debido a su naturaleza tímida.
Mientras tanto, Jamie y Victoria deciden salir. Encuentran las grandes huellas alrededor de la TARDIS. A Jamie le gustaría obedecer al Doctor y volver a la TARDIS, pero Victoria insiste y encuentran una cueva, en la que pronto quedan atrapados. Los dos intentan encontrar otra salida y accidentalmente descubren una cámara que contiene una pirámide de esferas metálicas. De repente, un Yeti mueve la roca que bloqueó la cueva, Jamie intenta luchar con una cimitarra pero el Yeti es demasiado fuerte, entonces Jamie hace que caigan algunas rocas sobre él y son capaces de evadir el Yeti y partir con uno de los extraños esferas iluminadas. Se dirigen hacia el monasterio, donde el Doctor todavía está detenido por orden de Khrisong. Sin embargo, ha podido pasar el Ghanta al amistoso monje Thonmi. Thonmi lo lleva al abad Songsten, que está en comunión con el maestro del monasterio, Padmasambhava. Padmasambhava conoce al Doctor de su visita anterior, y aunque conoce la sabiduría del Doctor, teme que intervenga en El Gran Plan. A Thonmi se le dice que se vaya, su memoria se borró de lo que ha escuchado, aunque se le dio la instrucción de que el Doctor debería ser liberado ileso.
Mientras tanto, el Doctor ha sido llevado a juicio y, como prueba de si controla el Yeti, está atado a las puertas del monasterio para atraer al Yeti. Travers ya conoce a Jamie y Victoria, quienes lo convencen de que el Doctor no es una amenaza. El trío regresa al monasterio para ver al Doctor liberado siguiendo las instrucciones del Abad. Poco después, el Yeti avanza en un ataque fallido contra el monasterio, durante el cual uno de ellos es vencido y queda dormido. El Doctor deduce que es un robot, controlado por una unidad esférica faltante de su cavidad torácica.
El Yeti despierto lucha para salir de Detsen, matando a los monjes guerreros y dejando a Khrisong enojado porque Thonmi abrió la puerta para permitirle huir, aunque para evitar más derramamiento de sangre. Victoria y Thonmi están encarcelados por supuestamente revivir a la criatura. El abad le informa a Padmasambhava que su plan está funcionando, y el viejo maestro responde que la Gran Inteligencia está adquiriendo una forma corpórea. Para dar paso a la siguiente fase, ordena Padmasambhava, todos los monjes deben abandonar el monasterio.
Cuando el Doctor y Jamie llegan a la TARDIS, la encuentran custodiada por otro Yeti, pero está inactiva y el Doctor saca su esfera de control, que luego vuelve a la vida. Jamie evita que vuelva a entrar en el Yeti inactivo al colocar una roca en la cavidad abierta del cofre. Regresan al monasterio, donde el Doctor forja una alianza con Khrisong basándose en la necesidad de permitir que los monjes permanezcan en el monasterio. Al darse cuenta de que los monjes no se irán pacíficamente, Songsten abre las puertas del monasterio a más Yeti.
Victoria escapó y se aventuró sola al Santuario Interior del monasterio, donde encuentra a Padmasambhava. Victoria se da cuenta de que está al mando de los robots. Él limpia su mente de su reunión y convoca a más Yeti para atacar. El Doctor ayuda a Victoria a recuperarse de su estado de trance y escucha a Travers, quien está recuperando sus sentidos y explica sobre la cueva y la pirámide. El Doctor reúne la naturaleza de la amenaza mientras que Travers recuerda que Songsten también estaba en la cueva. Está claro que Songsten es el vínculo entre el Yeti y el monasterio.
En el Inner Sanctum, Songsten se doblegó a la voluntad de la Gran Inteligencia y asesina a Khrisong. El Doctor y sus amigos llegan y dominan a Songsten, dándose cuenta de que ha estado en trance. Songsten es atado y devuelto a los otros monjes, y la violencia de sus modales los convence de que él es la amenaza para Detsen. El Doctor le dice a los monjes que huyan para poder vencer a la Inteligencia. Con Jamie, Victoria y Thonmi, planea destruir el equipo que la Inteligencia está utilizando a través de Padmasambhava para controlar el Yeti robótico. Se aventuran al Santuario interior, donde el Doctor distrae al ser, mientras que Thonmi y Jamie destruyen el equipo utilizado para transmitir las instrucciones al Yeti. Destruir una nueva pirámide de esferas expulsa a la Inteligencia y, en paz, Padmasambhava muere. Con el peligro terminado, los viajeros se van. Travers los acompaña hasta la cima de la montaña y su creencia en el Yeti real se renueva cuando lo descubre. Él carga para investigar mientras la TARDIS se va.

### Continuidad
- La Gran Inteligencia, los Yetis y el Profesor Travers volverán en The Web of Fear. Travers también será mencionado en el serial de 1968 The Invasion. Según el DVD de este último, se suponía que en ese serial debía aparecer ese personaje, pero como el actor Jack Watling no estaba disponible, se creó en su lugar un nuevo personaje, el Profesor Watkins.[1]

- Anne Travers reaparecerá en The Web of Fear.
- El serial se hizo muy popular entre los espectadores, y eso complació a los productores lo suficiente para hacer volver a los monstruos rápidamente en The Web of Fear, pretendiendo hacer una tercera historia en la siguiente temporada, hasta que se cayó de la producción en favor de The Dominators. En parte, esto fue un esfuerzo para proveer de un nuevo "enemigo principal" para la serie que reemplazara a los Daleks. En esa época, su creador Terry Nation estaba intentando crear una serie americana basada en los Daleks, y así rechazaba dar permiso al programa para utilizarlos. El Yeti aparecería una vez más en The Five Doctors (1983).

## Producción
| Episodio          | Fecha de emisión         | Duración | Espectadores en millones | Estado en el archivo              |
| ----------------- | ------------------------ | -------- | ------------------------ | --------------------------------- |
| Episodio 1        | 30 de septiembre de 1967 | 24:15    | 6,3                      | Sólo quedan fotogramas y el audio |
| Episodio 2        | 7 de octubre de 1967     | 23:15    | 6,0                      | Película de 16mm                  |
| Episodio 3        | 14 de octubre de 1967    | 23:55    | 7,1                      | Sólo quedan fotogramas y el audio |
| Episodio 4        | 21 de octubre de 1967    | 24:11    | 7,1                      | Sólo quedan fotogramas y el audio |
| Episodio 5        | 28 de octubre de 1967    | 23:51    | 7,2                      | Sólo quedan fotogramas y el audio |
| Episodio 6        | 4 de noviembre de 1967   | 23:31    | 7,4                      | Sólo quedan fotogramas y el audio |
| [ 2 ] [ 3 ] [ 4 ] |                          |          |                          |                                   |

- Todos los episodios menos el segundo están perdidos.
- Se usó la montaña del Norte de Gales en Nant Ffrancon para pasar por el Tíbet en el rodaje del serial.[5]